# مبروك رويعي
مبروك رويعي (بالفرنسية: Mabrouk Rouaï) هو لاعب كرة قدم فرنسي، ولد في 1 نوفمبر 2000 في مارسيليا في فرنسا.

## وصلات خارجية
- مبروك رويعي على موقع قاعدة بيانات كرة القدم.إي يو (الإنجليزية)
- مبروك رويعي على موقع Soccerway.com (الإنجليزية)